# 歌川国久
歌川 国久（うたがわ くにひさ、生没年不詳）とは、江戸時代の浮世絵師。

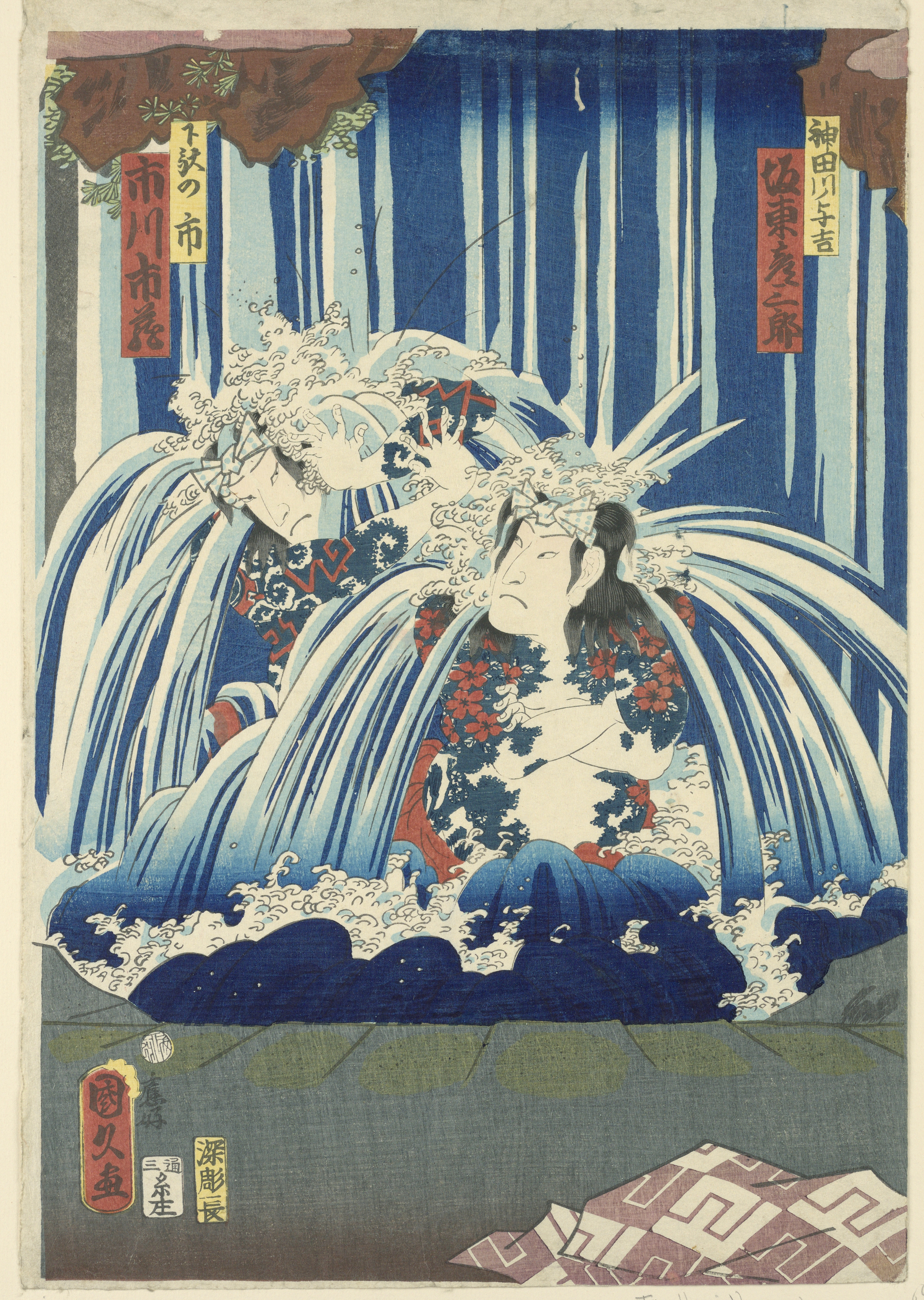
クーパー・ヒューイット国立デザイン博物館所蔵作品

## 来歴
初代歌川豊国の門人。俗名不明、歌川の画姓を称す。『浮世絵師便覧』には「女」とあり、すなわち女流絵師とするが定かではない。豊国初期の門人で作画期は享和から文化の頃にかけてとされ、主に肉筆美人画を残すが、その画風は師の豊国ではなく喜多川歌麿の晩年のものに酷似している。錦絵の作もあるが肉筆画に比べると少ない。

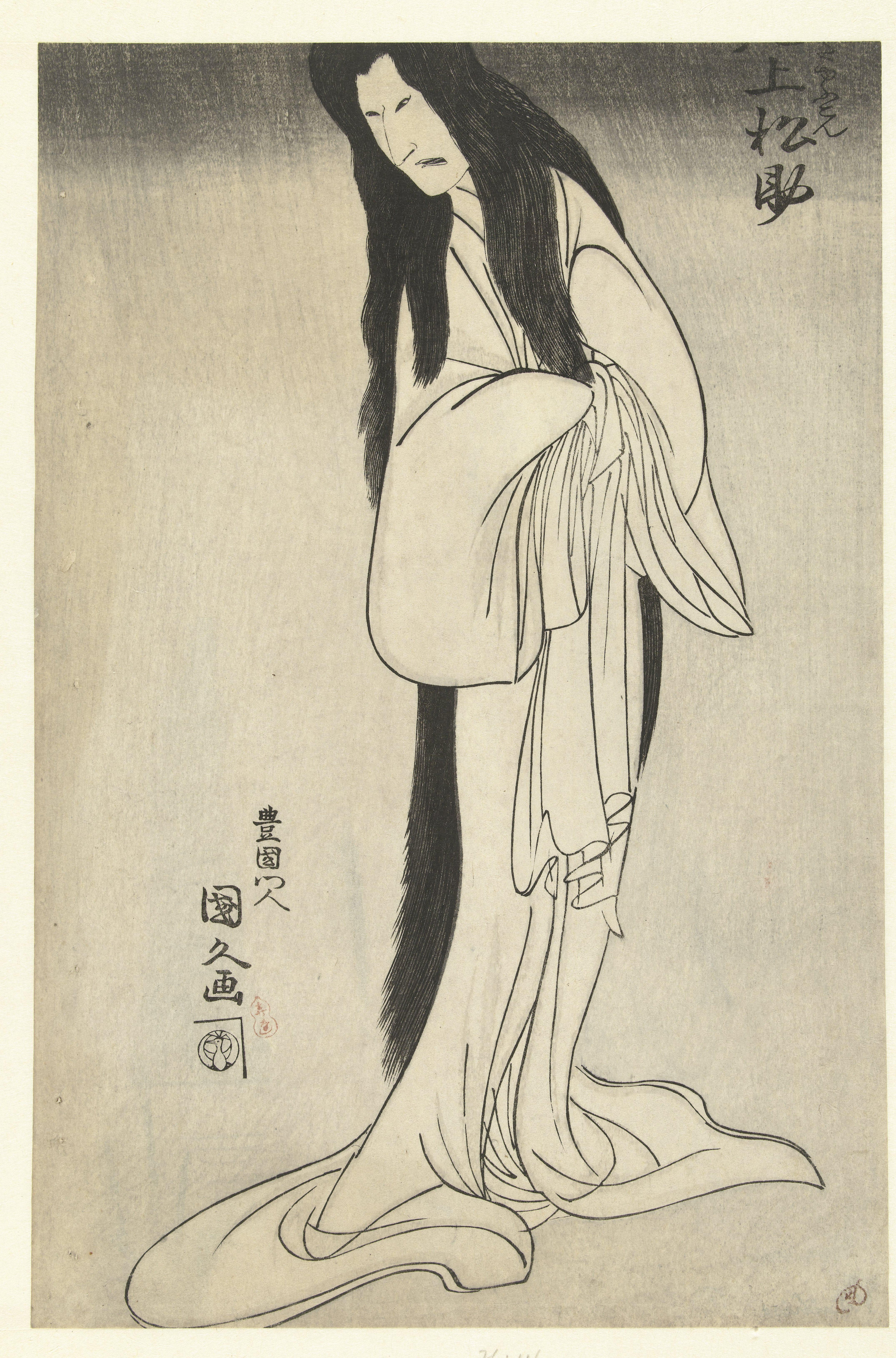
初代 尾上 松助を描いた版画作品。アムステルダム国立美術館所蔵

## 作品

### 錦絵
- 「いほはたゆふこん・尾上松助」　大英博物館所蔵　※文化元年（1804年）7月、江戸河原崎座『天竺徳兵衛韓噺』より
- 「五斗兵衛・浅尾工左衛門」　大判　ボストン美術館所蔵　※文化元年9月、江戸市村座『義経腰越状』より
- 「新版四十八組尽し」　エルミタージュ美術館所蔵

### 肉筆画
- 「洗い髪美人図」　紙本着色　東京国立博物館所蔵
- 「立美人図」　紙本着色　東京国立博物館所蔵
- 「柳下男女図」　絹本着色　東京国立博物館所蔵
- 「身づくろいの芸者図」　紙本着色　浮世絵太田記念美術館所蔵
- 「隅田川舟遊･雪見酒宴図屏風」　紙本着色、六曲一双　出光美術館所蔵
- 「俳優遊宴図」　絹本着色　たばこと塩の博物館所蔵　※「歌川國久画」の落款、印文不明の朱文方印あり
- 「雪中相合傘図」　紙本着色　ニューオータニ美術館所蔵
- 「傘さし美人図」　紙本着色　鎌倉国宝館所蔵
- 「母と子」　絹本着色　※「國久画」の落款、「歌」の朱文方印と「國」の白文方印あり。那須ロイヤル美術館（小針コレクション）旧蔵
- 「傘さし美人」　紙本着色　※「國久画」の落款、「國久」の朱文方印あり。那須ロイヤル美術館（小針コレクション）旧蔵
- 「三世坂東三津五郎」　紙本着色　※「歌川國久画」の落款あり。那須ロイヤル美術館（小針コレクション）旧蔵
- 「傘さし美人」　紙本着色　※「國久画」の落款あり。那須ロイヤル美術館（小針コレクション）旧蔵
- 「見立紫式部」　絹本着色　※「歌川國久画」の落款、「哥川」の白文方印と「國久」の朱文方印あり。那須ロイヤル美術館（小針コレクション）旧蔵
- 「雁を聴く円窓の女図」　絹本着色　光記念館所蔵　※「歌川國久画」の落款、「哥川」の白文方印と「國久」の朱文方印あり。那須ロイヤル美術館（小針コレクション）旧蔵
- 「見立井手の玉川図」　絹本着色　光記念館所蔵　※「歌川國久画」の落款、「歌」の白文方印と「國」の朱文方印あり。那須ロイヤル美術館（小針コレクション）旧蔵
- 「朝顔を見る女」　絹本着色　※「歌川國久画」の落款、「歌」の白文方印と「國」の朱文方印あり。那須ロイヤル美術館（小針コレクション）旧蔵
- 「菊を見る女」　絹本着色　※「歌川國久画」の落款、「歌」の白文方印と「國」の朱文方印あり。那須ロイヤル美術館（小針コレクション）旧蔵
- 「虫を採る女」　絹本着色　※「歌川國久画」の落款、「歌」の白文方印と「國」の朱文方印あり。那須ロイヤル美術館（小針コレクション）旧蔵
- 「文読み美人図」　紙本着色　熊本県立美術館所蔵　※「國久画」の落款、「歌」の朱文方印と「國」の白文方印あり
- 「夏姿立美人図」　紙本着色　熊本県立美術館所蔵　※「國久画」の落款、「歌」の朱文方印と「國」の白文方印あり
- 「芸妓図」　絹本着色　大英博物館所蔵